# Liste von Kunstwerken im öffentlichen Raum in Zollikofen
Dies ist eine Liste von Kunstwerken im öffentlichen Raum in Zollikofen. Sie beinhaltet öffentlich zugängliche Kunstwerke in Zollikofen, Kanton Bern, Schweiz.
| Foto                 |                 | Objekt                               |  | Typ                                   |  |                   | Teil von | Standort                                   | Künstler              | Datierung          | Beschreibung                                                                                              |
| -------------------- | --------------- | ------------------------------------ |  | ------------------------------------- |  | ----------------- | -------- | ------------------------------------------ | --------------------- | ------------------ | --- |
| Auge mit Spektrum    | Datei hochladen | Auge mit Spektrum                    |  | Installation                          |  |                   |          | Ziegeleiweg 2 ·                            | Ernst Jordi           | 1995               | |
| Neudörfl-Stein       | Datei hochladen | Neudörfl-Stein                       |  | Skulptur, Denkmal Stein               |  | Denkmal           |          | Neudörflplatz ·                            | Hans Balmer           | 1988               | Steinskulptur in Erinnerung an Neudörfl                                                                   |
| Kopf                 | Datei hochladen | Kopf                                 |  |                                       |  |                   |          | Wahlackerstrasse 5 ·                       | Hermann Serient       | 12. September 1975 | Widmung am Sockel: "Gewidmet von der Schwestergemeinde Neudörfl 12.9.75"                                  |
| Der Sämann           | Datei hochladen | Der Sämann                           |  | Statuen-Gruppe, Brunnenfigur, Denkmal |  | Denkmal · Brunnen |          | Rütti 6 ·                                  | Max Fueter            | 1963               | Teil des Rütti-Brunnens, ein Brunnen in Erinnerung an Philipp Emanuel von Fellenberg (1771–1844) von 1960 |
| Stier                | Datei hochladen | Stier                                |  | Bronze                                |  |                   |          | Molkereistrasse 19 ·                       | Remo Rossi            | 1953               | Bronzeplastik bei Brunnen                                                                                 |
| Pavillon             | Datei hochladen | Pavillon                             |  | Installation                          |  |                   |          | Rütti 5 ·                                  | Reinhard Rühlin       | 1995               | |
| Gefülltes Behältnis  | Datei hochladen | Gefülltes Behältnis                  |  | Installation                          |  |                   |          | Wahlackerstrasse 25 ·                      | Mercurius Weisenstein | 2013               | |
| Züpfen-Brunnen       | Datei hochladen | Züpfen-Brunnen                       |  | Brunnen                               |  | Brunnen           |          | Neudörflplatz ·                            | Peter Travaglini      | 1986               | |
| Säule der Wandlungen | Datei hochladen | Säule der Wandlungen                 |  | Aluminium                             |  |                   |          | Molkereistrasse 23–25 ·                    | René Ramp             | 1985               | Aluminiumplastik                                                                                          |
| Pflug                | Datei hochladen | Pflug                                |  | Skulptur Castione Marmor              |  |                   |          | Länggasse 85–85c ·                         | Rudolf Mumprecht      | 1959–1961          | errichtet 1967                                                                                            |
| Action               | Datei hochladen | Action                               |  |                                       |  |                   |          | Schulhausstrasse 30–36 ·                   | Walter Linck          | 1970               | Eisenplastik                                                                                              |
| Lebenslauf           | Datei hochladen | Lebenslauf • Lebensbaum Beschreibung |  | Skulptur Eisen                        |  |                   |          | Strassenkreuzung Aarestrasse–Bernstrasse · | Ernst Jordi           | 1976               | Eisenplastik Grösse: 8 m × 180 cm × 140 cm                                                                |